# Benjamin Šeško
Benjamin Šeško, né le 31 mai 2003 à Radeče, est un footballeur international slovène qui évolue au poste d'avant-centre à Manchester United.

## Biographie

### Carrière en club
Formé au NK Krško, Šeško rejoint le RB Salzbourg à l'été 2019, signant un contrat avec le club autrichien allant jusqu'en 2022,. Il rejoint dans un premier temps l'effectif du FC Liefering, équipe réserve du RB Salzbourg qui évolue en deuxième division autrichienne,. 
Avec les moins de 19 ans de Salzbourg, Šeško brille également en UEFA Youth League : il prend part au bon parcours des siens lors de l'édition 2019-2020, où ils éliminent l'Atlético de Madrid et Tottenham. Le parcours des Salzbourgeois ne s'arrête qu'en demi-finale, contre le Paris Saint-Germain. 
Il fait ses débuts professionnels le 30 janvier 2021, à l'occasion d'un match de Bundesliga autrichienne contre le TSV Hartberg, se soldant par une victoire 0-3 à l'extérieur,.
Après deux années passées en Allemagne au RB Leipzig pour un bilan de 39 buts en 87 matchs pour l'attaquant slovène, c'est le 9 août 2025, que Benjamin Šeško signe à Manchester United pour cinq ans contre une indemnité estimé à 85 millions d'euros dont 8,5 millions de bonus,,.

### Carrière en sélection
Šeško est international en équipes de jeunes slovènes depuis 2017, connaissant en août 2018, sa première sélection avec les moins de 17 ans, à l'occasion d'un match amical contre la Suisse. Il se met immédiatement en évidence en inscrivant un but. Par la suite, en octobre 2018, il s'illustre de nouveau en étant l'auteur d'un doublé contre Malte, lors des éliminatoires du championnat d'Europe des moins de 17 ans 2019.
Il est retenu dans la liste des 26 joueurs slovènes du sélectionneur Matjaž Kek pour participer à l'Euro 2024.

## Statistiques

### En Club
| Saison                | Club                  | Championnat           | Championnat | Championnat | Championnat | Coupe(s) nationale(s) | Coupe(s) nationale(s) | Coupe(s) nationale(s) | Supercoupe | Supercoupe | Supercoupe | Compétition(s) continentale(s) | Compétition(s) continentale(s) | Compétition(s) continentale(s) | Compétition(s) continentale(s) | Total | Total | Total |
| Saison                | Club                  | Division              | M.          | B.          | P.d.        | M.                    | B.                    | P.d.                  | M.         | B.         | P.d.       | Comp.                          | M.                             | B.                             | P.d.                           | M.    | B.    | P.d.  |
| 2019-2020             | FC Liefering (prêt)   | 2. Liga               | 15          | 1           | 0           | -                     | -                     | -                     | -          | -          | -          | -                              | -                              | -                              | -                              | 15    | 1     | 0     |
| 2020-2021             | FC Liefering (prêt)   | 2. Liga               | 29          | 21          | 6           | -                     | -                     | -                     | -          | -          | -          | -                              | -                              | -                              | -                              | 29    | 21    | 6     |
| Sous-total            | Sous-total            | Sous-total            | 44          | 22          | 6           | -                     | -                     | -                     | -          | -          | -          | -                              | -                              | -                              | -                              | 44    | 22    | 6     |
| 2020-2021             | RB Salzbourg          | Bundesliga            | 1           | 0           | 0           | -                     | -                     | -                     | -          | -          | -          | C1+C3                          | -                              | -                              | -                              | 1     | 0     | 0     |
| 2021-2022             | RB Salzbourg          | Bundesliga            | 24          | 5           | 3           | 5                     | 5                     | 3                     | -          | -          | -          | C1                             | 8                              | 1                              | 1                              | 37    | 11    | 7     |
| 2022-2023             | RB Salzbourg          | Bundesliga            | 30          | 16          | 4           | 4                     | 2                     | 0                     | -          | -          | -          | C1+C3                          | 6+1                            | 0+0                            | 0+0                            | 41    | 18    | 4     |
| Sous-total            | Sous-total            | Sous-total            | 54          | 21          | 7           | 9                     | 7                     | 3                     | -          | -          | -          | -                              | 15                             | 1                              | 1                              | 78    | 29    | 11    |
| 2023-2024             | RB Leipzig            | Bundesliga            | 31          | 14          | 2           | 2                     | 2                     | 0                     | 1          | 0          | 0          | C1                             | 8                              | 2                              | 0                              | 42    | 18    | 2     |
| 2024-2025             | RB Leipzig            | Bundesliga            | 33          | 13          | 5           | 4                     | 4                     | 1                     | -          | -          | -          | C1                             | 8                              | 4                              | 0                              | 45    | 21    | 6     |
| Sous-total            | Sous-total            | Sous-total            | 64          | 27          | 7           | 6                     | 6                     | 0                     | 1          | 0          | 0          | -                              | 16                             | 6                              | 0                              | 87    | 39    | 7     |
| 2025-2026             | Manchester United     | Premier League        | 1           | 0           | 0           | 0                     | 0                     | 0                     | -          | -          | -          | -                              | -                              | -                              | -                              | 1     | 0     | 0     |
| Total sur la carrière | Total sur la carrière | Total sur la carrière | 163         | 70          | 20          | 15                    | 13                    | 3                     | 1          | 0          | 0          | -                              | 31                             | 7                              | 1                              | 210   | 90    | 24    |

### En sélection
| Années                | Sélection             | Phases finales        | Phases finales | Phases finales | Phases finales | Éliminatoires | Éliminatoires | Éliminatoires | Éliminatoires | Amicaux | Amicaux | Amicaux | Autres compétitions | Autres compétitions | Autres compétitions | Autres compétitions | Total | Total | Total |
| Années                | Sélection             | Comp.                 | M.             | B.             | P.d.           | Comp.         | M.            | B.            | P.d.          | M.      | B.      | P.d.    | Comp.               | M.                  | B.                  | P.d.                | M.    | B.    | P.d.  |
| --------------------- | --------------------- | --------------------- | -------------- | -------------- | -------------- | ------------- | ------------- | ------------- | ------------- | ------- | ------- | ------- | ------------------- | ------------------- | ------------------- | ------------------- | ----- | ----- | ----- |
| 2021                  | Slovénie              | Euro 2020             | -              | -              | -              | CdM 2022      | 5             | 1             | 0             | 2       | 0       | 0       | -                   | -                   | -                   | -                   | 7     | 1     | 0     |
| 2022                  | Slovénie              | Coupe du monde 2022   | -              | -              | -              | -             | -             | -             | -             | 4       | 1       | 1       | LdN                 | 6                   | 3                   | 2                   | 10    | 4     | 3     |
| 2023                  | Slovénie              | -                     | -              | -              | -              | Euro 2024     | 9             | 5             | 2             | -       | -       | -       | -                   | -                   | -                   | -                   | 9     | 5     | 2     |
| 2024                  | Slovénie              | Euro 2024             | 4              | 0              | 0              | -             | -             | -             | -             | 3       | 1       | 1       | LdN                 | 6                   | 5                   | 0                   | 13    | 6     | 1     |
| 2025                  | Slovénie              | -                     | -              | -              | -              | -             | -             | -             | -             | -       | -       | -       | LdN                 | 2                   | 0                   | 0                   | 2     | 0     | 0     |
| Total sur la carrière | Total sur la carrière | Total sur la carrière | 4              | 0              | 0              | -             | 14            | 6             | 2             | 9       | 2       | 2       | -                   | 14                  | 8                   | 2                   | 41    | 16    | 6     |

#### Matchs internationaux
Le tableau suivant liste les rencontres de l'équipe de Slovénie dans lesquelles Benjamin Šeško a été sélectionné depuis le 1er juin 2021 jusqu'à présent :

#### Buts internationaux
| Buts internationaux de Benjamin Šeško | Buts internationaux de Benjamin Šeško | Buts internationaux de Benjamin Šeško | Buts internationaux de Benjamin Šeško | Buts internationaux de Benjamin Šeško | Buts internationaux de Benjamin Šeško | Buts internationaux de Benjamin Šeško | Buts internationaux de Benjamin Šeško | Buts internationaux de Benjamin Šeško |
| 0                                     | Date                                  | Lieu                                  | Compétition                           | Résultat                              | Adversaire                            | Détail                                | Détail                                | Sél.                                  |
| ------------------------------------- | ------------------------------------- | ------------------------------------- | ------------------------------------- | ------------------------------------- | ------------------------------------- | ------------------------------------- | ------------------------------------- | ------------------------------------- |
| 1er                                   | 8 octobre 2021                        | Ta' Qali Stadium, Ta' Qali            | Éliminatoires CDM 2022                | 0 - 4                                 | Malte                                 | 67e                                   | 0 - 4                                 | 6e                                    |
| 2e                                    | 12 juin 2022                          | Stadion Stožice, Ljubljana            | Ligue des nations 2022-2023           | 2 - 2                                 | Serbie                                | 53e                                   | 2 - 2                                 | 13e                                   |
| 3e                                    | 24 septembre 2022                     | Stadion Stožice, Ljubljana            | Ligue des nations 2022-2023           | 2 - 1                                 | Norvège                               | 81e                                   | 2 - 1                                 | 14e                                   |
| 4e                                    | 27 septembre 2022                     | Strawberry Arena, Solna               | Ligue des nations 2022-2023           | 1 - 1                                 | Suède                                 | 28e                                   | 0 - 1                                 | 15e                                   |
| 5e                                    | 17 novembre 2022                      | Cluj Arena, Cluj-Napoca               | Match amical                          | 1 - 2                                 | Roumanie                              | 26e                                   | 0 - 1                                 | 16e                                   |
| 6e                                    | 26 mars 2023                          | Stadion Stožice, Ljubljana            | Éliminatoires Euro 2024               | 2 - 0                                 | Saint-Marin                           | 56e                                   | 1 - 0                                 | 19e                                   |
| 7e                                    | 7 septembre 2023                      | Stadion Stožice, Ljubljana            | Éliminatoires Euro 2024               | 4 - 2                                 | Irlande du Nord                       | 42e                                   | 3 - 1                                 | 22e                                   |
| 8e                                    | 14 octobre 2023                       | Stadion Stožice, Ljubljana            | Éliminatoires Euro 2024               | 3 - 0                                 | Finlande                              | 16e                                   | 1 - 0                                 | 23e                                   |
| 9e                                    | 14 octobre 2023                       | Stadion Stožice, Ljubljana            | Éliminatoires Euro 2024               | 3 - 0                                 | Finlande                              | 28e                                   | 2 - 0                                 | 23e                                   |
| 10e                                   | 20 novembre 2023                      | Stadion Stožice, Ljubljana            | Éliminatoires Euro 2024               | 2 - 1                                 | Kazakhstan                            | 41e                                   | 1 - 0                                 | 26e                                   |
| 11e                                   | 21 mars 2024                          | Ta' Qali Stadium, Ta' Qali            | Match amical                          | 2 - 2                                 | Malte                                 | 81e                                   | 2 - 2                                 | 27e                                   |
| 12e                                   | 6 septembre 2024                      | Stadion Stožice, Ljubljana            | Ligue des nations 2024-2025           | 1 - 1                                 | Autriche                              | 16e                                   | 1 - 0                                 | 34e                                   |
| 13e                                   | 9 septembre 2024                      | Stadion Stožice, Ljubljana            | Ligue des nations 2024-2025           | 3 - 0                                 | Kazakhstan                            | 23e                                   | 1 - 0                                 | 35e                                   |
| 14e                                   | 9 septembre 2024                      | Stadion Stožice, Ljubljana            | Ligue des nations 2024-2025           | 3 - 0                                 | Kazakhstan                            | 28e                                   | 2 - 0                                 | 35e                                   |
| 15e                                   | 9 septembre 2024                      | Stadion Stožice, Ljubljana            | Ligue des nations 2024-2025           | 3 - 0                                 | Kazakhstan                            | 63e                                   | 3 - 0                                 | 35e                                   |
| 16e                                   | 14 novembre 2024                      | Stadion Stožice, Ljubljana            | Ligue des nations 2024-2025           | 1 - 4                                 | Norvège                               | 21e                                   | 1 - 1                                 | 38e                                   |

## Palmarès

### En club
| RB Salzbourg (4)                                                                                 | RB Leipzig (1)                                     |
| ------------------------------------------------------------------------------------------------ | -------------------------------------------------- |
| - Bundesliga (3) : - Champion en 2021, 2022 et 2023 - Coupe d'Autriche (1) : - Vainqueur en 2022 | - Supercoupe d'Allemagne (1) : - Vainqueur en 2023 |

## Distinctions
RB Salzbourg
- Meilleur buteur de la Coupe d'Autriche 2021-2022 (5 buts)
- Joueur slovène de l'année 2022[13].